# تشارلز راسيل (ممثل)
تشارلز راسيل (بالإنجليزية: Charles Russell)‏ هو ممثل أمريكي، ولد في 31 مارس 1918 بنيويورك في الولايات المتحدة، وتوفي في 1985 ببيفرلي هيلز في الولايات المتحدة.

## وصلات خارجية
- تشارلز راسيل على موقع IMDb (الإنجليزية)
- تشارلز راسيل على موقع ألو سيني (الفرنسية)
- تشارلز راسيل على موقع أول موفي (الإنجليزية)
- تشارلز راسيل على موقع قاعدة بيانات برودواي على الإنترنت (الإنجليزية)
- تشارلز راسيل على موقع قاعدة بيانات الأفلام السويدية (السويدية)
- تشارلز راسيل على موقع قاعدة بيانات الفيلم (الإنجليزية)
- تشارلز راسيل على موقع كينوبويسك (الروسية)